# Hinterer Tajakopf
De Hinterer Tajakopf is een 2408 m.ü.A. hoge berg in de Oostenrijkse deelstaat Tirol. De berg behoort tot het Miemingergebergte. Startpunt voor een klim naar de top van de berg wordt gevormd door de Coburger Hütte (1917 m.ü.A.). Vanaf daar is de top over het Tajatörl relatief eenvoudig te bereiken. Een kleine kilometer naar het noorden ligt de Vordere Tajakopf (2450 m.ü.A.).